# Педедзе
Педедзе або Педетсі (ест. Pedetsi jõgi латис. Pededze — річка, що протікає по території Естонії, її кордоні з Псковської областю Росії та Латвії . У руслі річки знаходиться стик кордонів трьох країн, а також крайня західна точка основної частини Росії (за винятком островів і Калінінградської області). Свій початок бере з південно-східного схилу височини Хаан, далі тече на південь і схід. Річка є правою притокою річки Айвіексте .
Довжина річки 159 км, площа басейну 1690 км. Територією Латвії річка протікає 131 кілометр . Територією Естонії річка протікає всього 26 кілометрів. 8 км річка проходить по російсько-естонському кордоні (російський берег — лівий).